# Celldweller
Celldweller — музичний гурт напрямку індастріал рок, заснований мультиінструменталістом Скоттом Альбертом, більш відомого під псевдонімом Клейтон, колишнім фронтменом гуртів  Circle of Dust, Argyle Park та Angeldust (з Крісом Енджелом). Базується в місті Детройт, штат Мічиґан, США. Його музика дуже різнобічна, але частіше всього його характеризують як виконавця електронного року. Стиль проекту можна описати як комбінація року і трансу. Його композиції дуже часто використовуються у фільмах, трейлерах, телевізійних шоу, відеоіграх та ін.

## Біографія

### Circle of Dust та Angeldust (1997 – 1999)
Клейтон набув популярності ще у середині 90-х, завдяки своєму індастріал-гурту Circle of Dust. Після розпаду гурту Клейтон робить одночасно два релізи: збірку перероблених останніх треків Circle of Dust під назвою Disengage, а також альбом нового проекту Angeldust, створеного з ілюзіоністом Крісом Енджелом. Обидві платівки демонстрували зміну жанру від індастріалу до більш електронного звучання. Ця зміна стала великим кроком вперед, який і визначив кінцеве звучання Celldweller. У 1998/1999, Клейтон почав створювати пісні для проекту Celldweller. Було випущено ЕР обмеженого тиражу, з трьома ранніми демо-записами Celldweller і двома транс-треками, яке було швидко розпродане. Шляхи Клейтона і Кріса розійшлися у 2000 році, після релізу трьох альбомів. За цей час Клейтон накопичив достатньо матеріалу і тепер він міг повністю зосередитися на Celldweller.

### Дебютний альбом (1999 – 2008)
Над першим альбомом Celldweller Клейтон працював з продюсером Грантом Мохманом (колишнім учасником гурту Leaderdogs For The Blind). Реліз будо заплановано на лютий 2001 р., але по різним причинам відкладався декілька раз. Щоб не втратити зацікавленість фанів, Клейтон вів численні логи на офіційному сайті та електронній пошті. Пізніше у 2001 р. він виклав перші напрацювання композиції "Symbiont", тим самим давши шанс фанам і відомим музикантам зробити мікси на музику Celldweller. Вісім реміксів було обрано і завантажено на Mp3.com. Більша їх частина зайняли верхівки електро та електро-індастріальних чартів. Шість років потому ремікси на "Symbiont" стали цифровим ЕР.
Однойменний альбом "Celldweller" побачив світ у 2003 році. Дебютував він на 17 сходинці Billboard's Internet Sales Chart. До запису альбому був запрошений барабанщик гурту Taproot Джерод Монтаг'ю. У 2004 році платівка отримала 7 нагород Just Plain Folks Music Organization, як альбом року, продюсер року, індастріал альбом року, метал композиція року (пісня "One Good Reason") та найкраща індастріал-рок композиція (пісня "Switchback"). Другі місця посіли композиції "Stay with Me (Unlikely)" як найкраща індастріал-композиція, та "I Believe You", як найкраща рок-композиція. Пізніше треки "Birthright" та "Switchback" були використані в популярній відеогрі для платформи iOS Tap Tap Revenge.
У 2004 році, Клейтон зробив дводисковий реліз під назвою The Beta Cessions. Перший диск містив останню пісню Circle of Dust, "Goodbye" і декілька міксів на "Switchback", треки Клейтона з Celldweller ЕР, демо версії пісень з альбому Celldweller. Другий диск містив інструментальну версію дебютного альбому з деякими покращеннями звуку. За словами Клейтона, The Beta Cessions - своєрідна збірка раритетних і демо записів, і надалі він планує випускати такі збірки до кожного свого альбому.
У наступні роки було випущено цілу низку ЕР з реміксами на перший альбом. Кульмінацією стало змагання Take It & Break It Celldweller Remix Competition у 2006 році. За основу був узятий досвід з "Symbiont", але тепер все було значно масштабнішим. Був створений цілий вебсайт, на якому фанати могли реєструватися, завантажувати і ділитися своїми міксами на пісні Celldweller. Змагання проходило у три етапи і по завершенню кожного етапу випускалися збірки з найкращими міксами. У 2008 р. Celldweller Competition перетворилося у FiXT Remix Competition, де фани і музиканти вже не обмежувалися лише творчістю Celldweller, а могли робити мікси на інших представників FiXT Music.
У грудні 2008 р. Клейтон випускає збірку невеликих інструментальних треків Soundtrack for the Voices in My Head Vol. 01. Він обрав та переробив низку треків з його архіву, які, на його думку, добре б відповідали фільмам, телевізійним шоу та відеоіграм.

### Wish Upon a Blackstar (2008 – наш час)

Wish Upon a Blackstar (album)

Написання і запис другого альбому почалося з 2004 року. Реліз було заплановано на літо 2006-го, але відкладався декілька разів. У березні 2009 року Клейтон анонсував назву платівки Wish Upon a Blackstar. З 50 композицій він обрав 10, які будуть формувати альбом. У своєму блозі на офіційному сайті він анонсував, що платівка буде виходити "частинами" і кожна частина буде вміщувати 2 пісні.
У квітні 2009 р. він опублікував трек-лист альбому, також заявив, що багато цих треків сформують другу частину The Beta Cessions.
Під час роботи над Wish Upon a Blackstar Клейтон також почав роботу над Soundtrack for the Voices in My Head Vol. 02. Планувалося, що WUAB та SVH Vol. 02 будуть виходити частинами у цифровому форматі, а після релізу останньої частини альбом вийде на фізичному носії. Chapter 01 SVH Vol. 02, містила 4 треки і 20-хвилинний ембієнтний трек (перший трек Celldweller у цьому жанрі). 7 грудня 2009 р. було випущено лімітоване видання Chapter 01 з бонус диском, який містив коротенький ембієнт трек "Distants".
Додатково WUAB та SVH Vol. 02, Celldweller був задіяний і в інших проектах: продюсував дебютний альбом Blue Stahli, з'явився у саундтреку до відеогри Dead Rising 2 з новою піснею "Kill The Sound", а також зробив ремікси для таких виконавців, як BT та Jes Brieden.
У квітні 2010 р. Клейтон підтвердив перше за п'ять років живе турне. Живий гурт буде складатися з самого Клейтона, та іншого  представника FiXT Music Blue Stahli. Перші виступи відбулися восени 2010 р., на Triton Fest у Нью-Йорку, на Dragoncon у Атланті, Джоржії, та EBM Fest у Торонто. У листопаді 2010 р. Клейтон заявив, що планує випустити студійні записи живих версій пісень Celldweller. Перша частина цього релізу під назвою Cellout EP 01 було доступно ексклюзивно для iTunes 25 січня 2011 року.
У травні 2011 р., у інтерв'ю з сайтом Ustream зазначив, що планує ввести на сайті VIP членство, яке надасть фанам ексклюзивний доступ до невиданих записів, відео, новин, знижок та ін. Послугу було запущено у середині липня 2011 року.
24 листопада 2011 року Клейтон заявив, що планує реліз Wish Upon a Blackstar на 27 березня 2012 року.
Chapter 02 of Soundtrack for the Voices in My Head Vol. 02 вийшла 14 лютого 2012 року. У цей же день була оголошена дата випуску Wish Upon a Blackstar - 22 травня. Також стартували передзамовлення на нього. 2 березня Клейтон випустив SVH сингл "Elara".
MP3 версія альбому Live Upon a Blackstar вийшла 26 березня, однак реліз Live Upon a Blackstar Blu-ray DVD було відкладено з 17 квітня до 22 травня. Дата випуску Wish Upon a Blackstar також була відкладена на початок червня 2012 року. 14 квітня було оголошено остаточну дату релізу Wish Upon a Blackstar - 12 червня 2012 року.
12 червня відбувся реліз Wish Upon a Blackstar разом з Live Upon a Blackstar Blu-ray DVD.
13 липня Клейтон випустив ще один SVH сингл, а також оголосив дату релізу самого SVH Vol. 02-24 липня 2012 року.
16 липня, на сайті Dubstep.net, у вільний доступ було викладено нову пісню "Tough Guy", яка, за словами Клейтона, "натякає на його наступний альбом".

## Дискографія

### Студійні альбоми
| Назва альбому                                | Назва альбому                                | Дата виходу      |
| -------------------------------------------- | -------------------------------------------- | ---------------- |
| Celldweller                                  | Celldweller                                  | 11 лютого , 2003 |
| Soundtrack for the Voices in My Head Vol. 01 | Soundtrack for the Voices in My Head Vol. 01 | 16 грудня, 2008  |
| Wish Upon a Blackstar                        | Chapter 01                                   | 25 серпня, 2009  |
| Wish Upon a Blackstar                        | Chapter 02                                   | 8 грудня, 2009   |
| Wish Upon a Blackstar                        | Chapter 03                                   | 27 липня, 2010   |
| Wish Upon a Blackstar                        | Chapter 04                                   | 28 червня, 2011  |
| Wish Upon a Blackstar                        | Chapter 05                                   | 12 червня, 2012  |
| Soundtrack for the Voices in My Head Vol. 02 | Chapter 01                                   | 10 червня, 2010  |
| Soundtrack for the Voices in My Head Vol. 02 | Chapter 02                                   | 14 лютого, 2012  |
| Soundtrack for the Voices in My Head Vol. 02 | Chapter 03                                   | 24 липня, 2012   |

## Нагороди
Дебютна платівка отримала 7 нагород Just Plain Folks Music Organization:
- Найкраща хард-рок пісня - "Fadeaway"
- Найкраща індастріал пісня - "Switchback" (з "Stay with Me (Unlikely)" на другому місці)
- Найкраща хеві-метал пісня - "One Good Reason"
- 2-ге місце, найкраща рок пісня - "I Believe You"
- Альбом року - Celldweller
- Продюсер року - Klayton
- Найкращий індастріал альбом - Celldweller
- Найкращий вокаліст - Klayton (2005 Radio-Active-Music Awards)

## Склад гурту
- Klayton - вокаліст, клавішник, гітарист, бас гітарист, перкусіоніст, DJ (з 1999 - наш час)

### Колишні учасники
- Bret Autrey - бек-вокаліст, клавішник, гітарист, бас гітарист, перкусіонист (з 2010–2011)
- Dale Van Norman - бек-вокаліст, клавішник, гітарист, перкусіонист (з 2004–2005)
- Kemikal - бек-вокаліст, клавішник, бас гітарист, перкусіонист (з 2004–2005)
- Cais - акустичний та електронний барабанщик, перкусіонист (з 2004–2005)
- Kenny James - акустичний та електронний барабанщик, перкусіонист (з 2004–2005)
- Del Cheetah - клавішник, гітарист, перкусіонист (з 2004–2005)
- Chris Cross aka Tweety - клавішник, гітарист, перкусіонист (з 2004–2005)